# Прва лига СР Југославије у кошарци 1999/00.
Првенство СР Југославије у кошарци 1999/2000. је било девето првенство Савезне Републике Југославије у кошарци. Због спонзорског уговора лига је имала назив Винстон ЈУБА лига. Титулу је освојила Будућност.

## Клубови у сезони 1999/00.
| Клуб                | Град      | Дворана                  | Капацитет |
| ------------------- | --------- | ------------------------ | --------- |
| Беобанка            | Београд   | Хала спортова у Београду | 5.000     |
| Беопетрол           | Београд   | Хала спортова у Београду | 5.000     |
| Борац Чачак         | Чачак     | Хала Борца крај Мораве   | 4.000     |
| Будућност           | Подгорица | Спортски центар Морача   | 4.300     |
| Ибон                | Никшић    | Спортски центар Никшић   | 3.000     |
| Ловћен              | Цетиње    | Спортски центар Ловћен   | 1.500     |
| Партизан            | Београд   | Хала Пионир              | 8.150     |
| Раднички Југопетрол | Београд   | ЦКС Шумице               | 2.000     |
| Спартак             | Суботица  | Хала спортова у Суботици | 3.000     |
| ФМП                 | Железник  | Дворана Железник         | 3.000     |
| Хемофарм            | Вршац     | Центар Миленијум         | 5.000     |
| Црвена звезда       | Београд   | Хала Пионир              | 8.150     |

## Табела
|     | Тим                 | Игр. | Поб. | Изг. | П+   | П-   | П+/- | Бод |
| --- | ------------------- | ---- | ---- | ---- | ---- | ---- | ---- | --- |
| 1.  | Будућност           | 22   | 22   | 0    | 1774 | 1434 | +340 | 44  |
| 2.  | Партизан            | 22   | 16   | 6    | 1654 | 1571 | +83  | 38  |
| 3.  | Црвена звезда       | 22   | 15   | 7    | 1696 | 1601 | +95  | 37  |
| 4.  | Хемофарм            | 22   | 13   | 9    | 1647 | 1553 | +94  | 35  |
| 5.  | Беобанка            | 22   | 13   | 9    | 1607 | 1611 | -4   | 35  |
| 6.  | ФМП Железник        | 22   | 12   | 10   | 1668 | 1603 | +65  | 34  |
| 7.  | Раднички Југопетрол | 22   | 10   | 12   | 1563 | 1560 | +3   | 32  |
| 8.  | Борац Чачак         | 22   | 9    | 13   | 1695 | 1679 | +16  | 31  |
| 9.  | Ловћен              | 22   | 8    | 14   | 1446 | 1581 | -135 | 30  |
| 10. | Беопетрол           | 22   | 7    | 15   | 1750 | 1794 | -44  | 29  |
| 11. | Спартак             | 22   | 4    | 18   | 1467 | 1703 | -236 | 26  |
| 12. | Ибон                | 22   | 3    | 19   | 1500 | 1777 | -277 | 25  |

Легенда:

## Разигравање за титулу (Плеј оф)
Четвртфинале се играло на две добијене, а полуфинале и финале на три добијене утакмице.

### Четвртфинале
Први пар:
| 8. 4. 2000. |  | Будућност | 88 : 63 | Борац Чачак | Спортски центар Морача, Подгорица |  |

| 10. 4. 2000. |  | Борац Чачак | 81 : 106 | Будућност | Хала Борца крај Мораве, Чачак |  |

Други пар:
| 8. 4. 2000. |  | Партизан | 85 : 77 | Раднички Југопетрол | Хала Пионир, Београд |  |

| 10. 4. 2000. |  | Раднички Југопетрол | 77 : 84 | Партизан | ЦКС Шумице, Београд |  |

Трећи пар:
| 8. 4. 2000. |  | Црвена звезда | 82 : 74 | ФМП | Хала Пионир, Београд |  |

| 10. 4. 2000. |  | ФМП | 78 : 88 | Црвена звезда | Дворана Железник, Београд |  |

Четврти пар:
| 8. 4. 2000. |  | Хемофарм | 75 : 68 | Беобанка | Центар Миленијум, Вршац |  |

| 10. 4. 2000. |  | Беобанка | 64 : 69 | Хемофарм | Хала спортова у Београду, Београд |  |

### Полуфинале
Први пар:
| 15. 4. 2000. |  | Будућност | 76 : 62 | Хемофарм | Спортски центар Морача, Подгорица |  |

| 17. 4. 2000. |  | Будућност | 79 : 70 | Хемофарм | Спортски центар Морача, Подгорица |  |

| 19. 4. 2000. |  | Хемофарм | 67 : 76 | Будућност | Центар Миленијум, Вршац |  |

Други пар:
| 15. 4. 2000. |  | Партизан | 77 : 75 | Црвена звезда | Хала Пионир, Београд |  |

| 17. 4. 2000. |  | Партизан | 91 : 83 | Црвена звезда | Хала Пионир, Београд |  |

| 19. 4. 2000. |  | Црвена звезда | 90 : 68 | Партизан | Хала Пионир, Београд |  |

| 21. 4. 2000. |  | Црвена звезда | 82 : 79 | Партизан | Хала Пионир, Београд |  |

| 23. 4. 2000. |  | Партизан | 67 : 65 | Црвена звезда | Хала Пионир, Београд |  |

### Финале
| 2. 5. 2000. |                                       | Будућност | 81 : 54                  | Партизан | Спортски центар Морача, Подгорица Гледаоци: 3,500 Судије: Љуца, Белошевић |  |
| 2. 5. 2000. | Поени: Топић 22 Скокови: Томашевић 10 |           | Радошевић 12 Радошевић 6 |          | Спортски центар Морача, Подгорица Гледаоци: 3,500 Судије: Љуца, Белошевић |  |

| 4. 5. 2000. |                                           | Будућност | 98 : 78          | Партизан | Спортски центар Морача, Подгорица Гледаоци: Димитријевић, Јовановић Судије: 3,500 |  |
| 4. 5. 2000. | Поени: Томашевић 22 Скокови: Томашевић 11 |           | Чанак 19 Чанак 7 |          | Спортски центар Морача, Подгорица Гледаоци: Димитријевић, Јовановић Судије: 3,500 |  |

| 7. 5. 2000. |                                                | Партизан | 79 : 87                | Будућност | Хала Пионир, Београд Гледаоци: 6,000 Судије: Јовчић, Белошевић |  |
| 7. 5. 2000. | Поени: Ђокић, Радошевић 19 Скокови: Раичевић 4 |          | Радоњић 19 Томашевић 7 |           | Хала Пионир, Београд Гледаоци: 6,000 Судије: Јовчић, Белошевић |  |

| Првак СР Југославије 1999/00. |
| ----------------------------- |
| Будућност                     |

## Састави тимова
| Екипа         | Играчи | Тренер           |
| ------------- | --- | ---------------- |
| Будућност     | Владо Шћепановић, Гаврило Пајовић, Харис Бркић, Дејан Радоњић, Благота Секулић, Драган Вукчевић, Балша Радуновић, Владимир Кузмановић, Никола Булатовић, Дејан Томашевић, Миленко Топић              | Мирослав Николић |
| Партизан      | Владимир Ђокић, Веселин Петровић, Владо Илијевски, Александар Чубрило, Драган Марковић, Борис Раичевић, Ратко Варда, Бојко Младенов, Милан Бјеговић, Мирослав Радошевић, Вуле Авдаловић, Ненад Чанак | Ненад Трајковић  |
| Црвена звезда | Горан Бошковић, Игор Ракочевић, Владимир Радмановић, Златко Болић, Јово Станојевић, Жељко Топаловић, Никола Јестратијевић, Владимир Тица, Драган Луковски                                            | Стеван Караџић   |
| Хемофарм      | Стеван Пековић, Саша Савић, Ђорђе Ђого, Драгољуб Видачић, Александар Зечевић, Владимир Драгутиновић, Жељко Вучуровић, Ђокић, Степановић, Божић, Милан Ивановић                                       | Жељко Лукајић    |